# Віктор Ік
Віктор Ік (англ. Victor Eke; нар. 11 листопада 1954) — колишній австралійський тенісист.
Найвищим досягненням на турнірах Великого шолома було 2 коло в парному розряді.

## Титули на челленджерах

### Парний розряд: (2)
| Ранг | Рік  | Турнір           | Покриття | Партнер      | Суперники                  | Рахунок       |
| ---- | ---- | ---------------- | -------- | ------------ | -------------------------- | ------------- |
| 1.   | 1979 | Біарриц, Франція | Ґрунт    | Ерні Еверт   | Ерве Говен Жером Ваньє     | 6–1, 6–4, 6–1 |
| 2.   | 1979 | Руаян, Франція   | Ґрунт    | Боб Кармайкл | Ульф Ерікссон Пер Єртквіст | 7–5, 6–2      |